# 702nd Tank Destroyer Battalion
Le 702nd est un des Tank Destroyer Battalion (chasseur de chars) de l'US Army engagés durant la Seconde Guerre mondiale. Ce bataillon était rattaché à la 2nd Armored Division.

## Historique
Le "Seven O Deuce " a été fondé le 15 décembre 1941, à Fort Benning, en Géorgie.
Équipé de chars M10, le bataillon débarque à Omaha Beach le 11 juin, il a ensuite fait partie du fer de lance de la 2nd Armored Division au cours de l’opération Cobra à la fin juillet. Il a également combattu à Mortain et a établi un premier contact avec les Canadiens au cours de l'encerclement de la poche de Falaise.
Entré en Belgique le 5 septembre, il franchit la frontière allemande près de Gangelt et lutta contre la ligne Siegfried, le long de la rivière Wurm en octobre et novembre.
Le 702nd a été rééquipé avec de char M36 à la fin de novembre. Transféré dans les Ardennes en décembre, il traversa la Roer le 28 février 1945 et le Rhin le 28 mars. Après avoir participé à l'encerclement de la Ruhr, il atteint la rivière Weser le 4 avril et l'Elbe près de Magdebourg.

## Campagnes
Normandie - 6 juin au 24 juillet 1944
Nord de la France - 25 juillet au 14 septembre 1944
Rhénanie - 15 septembre 1944 au 21 mars 1945
Ardennes-Alsace - 16 décembre 1944 au 25 janvier 1945
Europe centrale - 22 mars au 11 mai 1945

## Décorations
Croix De Guerre (Française et Belge).

## Référence
http://tankdestroyer.net/index.php?option=com_content&view=article&id=236:702nd-tank-destroyer-battalion&Itemid=102